# Гигес
Гигес също Гиг (на латински: Gyges; на гръцки: Γύγης) е цар на малоазиатската държава Лидия от 680 пр.н.е. до 644 пр.н.е. Той основава династията на Мермнадите, чиито представители управляват царството в продължение на пет поколения, след което по времето на цар Крез (Croesus; Κροῖσος) Лидия е покорена от персийците.
Гигес се качва на лидийския трон като убива предшественика си Кандавъл (Kandaules) и взема жена му и царството.
В „Държавата“ на Платон (359d – 360b) се разказва, че Гигес е наемен пастир при царя на Лидия. След едно земетресение, докато търсел стадото си, вероятно пропаднало в земята, Гигес открива гробница на странно погребан (гигант) цар-герой и смъква от пръста му чуден пръстен. Гигес открива, че с него може да става невидим, прониква в царския дворец и съблазнява царицата, след което двамата убиват царя. Гигес се оженва за нея и става цар.